# Nickel and Dimed
Nickel and Dimed ou ainda Nickel and Dimed: On (Not) Getting By in America é uma obra literária da autoria de Barbara Ehrenreich. Escrito a partir da sua perspectiva e experência como jornalista investigadora infiltrada, o livro analisa o impacto da lei de reforma da segurança social de 1996 sobre os trabalhadores pobres nos Estados Unidos. Foi também publicado sob o nome Nickel and Dimed: Undercover in Low-Wage America.
O livro foi publicado pela primeira vez em 2001 pela Metropolitan Books da Henry Holt and Company, tendo os eventos relatados ocorrido entre a primavera de 1998 e o verão de 2000. Foi ampliado a partir de um artigo que Barbara Ehrenreich escreveu numa edição de janeiro de 1999 da Harper's Magazine. A autora escreveu em setembro de 2005 um livro complementar, Bait and Switch, sobre a sua tentativa de encontrar um emprego de colarinho branco.
Em 2019, o livro foi classificado na 13ª posição na lista dos 100 melhores livros do século XXI pelo The Guardian. Em 2024, voltou a integrar a lista dos 100 melhores livros do século XXI, contudo em 57º lugar, pelo jornal New York Times.

## Adaptações
Barbara Ehrenreich integrou o elenco do documentário The American Ruling Class de 2007, onde retratou a experiência, que serviu de inspiração do livro, ao trabalhar como empregada de mesa ou garçonete, sendo ainda acompanhada por uma versão musical intitulada "Nickeled and Dimed".
Em 2024, a realizadora Debra Granik anunciou que o seu próximo projecto seria realizar uma adaptação do livro Nickel and Dimed para o cinema. 